# Luchthaven Sendai
Sendai Airport (Japans: 仙台空港, Sendai Kūkō) (ICAO: RJSS, IATA: SDJ) is de luchthaven van de stad Sendai in de prefectuur Miyagi te Japan.

## Luchtvaartmaatschappijen en bestemmingen

### Terminal voor binnenlandse vluchten
- All Nippon Airways (Sapporo-Chitose, Hakodate, Komatsu, Nagoya-Centrair, Osaka-Itami, Hiroshima, Fukuoka, Okinawa)
- Japan Airlines (Sapporo-Chitose, Nagoya-Centrair, Okayama, Takamatsu, Fukuoka)
  - JAL Express (Osaka-Itami, Sapporo-Chitose)
- Ibex Airlines (Tokio-Narita)
- Air Central (Tokio-Narita)

### Terminal voor internationale vluchten
- Air China (Dalian, Peking Shanghai-Pudong)
- Asiana Airlines (Seoel-Incheon)
- Continental Airlines
  - Continental Airlines uitgevoerd door Continental Micronesia (Guam)
- China Southern Airlines (Changchun)
- EVA Air (Taipei-Taiwan Taoyuan)

## Overstroming
Als gevolg van een zeebeving voor de kust op 11 maart 2011 ontstond een tsunami die de luchthaven overstroomde. De luchthaven werd gesloten omdat het hele terrein inclusief de landingsbanen, taxibanen en opstelplaatsen onder water kwam te staan en navigatiehulpmiddelen verloren gingen. Beelden van de overstroming werden getoond over de hele wereld. Na de vloedgolf was het gebouw omsloten door water en drijvend afval. Personen die zich in het gebouw bevonden ten tijde van de vloedgolf verzamelden zich op het dak.